# Oswald Potocki
Oswald Potocki herbu Pilawa (ur. 15 grudnia 1866 w Bursztynie, zm. 22 lutego 1920 w Toruniu) – działacz społeczno-narodowy, wiceprezes Towarzystwa Naukowego.

## Życiorys
Był synem Nikodema majora wojsk austriackich i Ludwiki Jabłonowskiej, właścicielki dóbr mariampolskich, wnukiem Karola Jabłonowskiego. Student wydziału prawa Uniwersytetu Jagiellońskiego. 26 października 1893 poślubił Marię Gajewską i przeniósł się do rodzinnego majątku żony w Piatkowie, w 1894 został członkiem Towarzystwa Naukowego w Toruniu. Opuszczając Małopolskę Wschodnią część dóbr mariampolskich: Mariampol, Wołczków i Oswaldówka w powiecie stanisławowskim sprzedał Marii Torosiewicz w 1895. 4 lutego 1918 wybrany został w skład zarządu jako wiceprezes Towarzystwa. Dzięki jego wsparciu finansowemu udało się latem 1919 dla Towarzystwa zakupić gmach Muzeum. Wspierał materialnie również będąc członkiem od jesieni 1917 Towarzystwo Śpiewu "Lutnia". Razem z żona zasilał fundusz dla ofiar wojny zbierając fundusze za pośrednictwem pisma Żebraczek Bezdomnych wydawanego w latach 1916–1918. Oswald Potocki był oficerem rezerwy wojska austriackiego, zaangażował się jako jeden z przywódców w działalność Organizacji Wojskowej Pomorza. Założył wraz z innymi ziemianami komitet „Ratujmy dzieci” który organizował zbiórkę funduszy dla najbardziej potrzebujących w zaborze rosyjskim.
W grudniu 1918 został powołany do udziału w pracach Podkomisariatu Naczelnej Rady Ludowej w Gdańsku. Brał udział w przygotowaniach francuskiego tłumaczenia materiałów przeznaczonych dla Komitetu Narodowego Polskiego w Paryżu w celu udokumentowania polskości Pomorza. Brał udział w obradach polsko–niemieckiej komisji w Gdańsku w lipcu 1919 występując jako rzecznik interesów polskich. 24 stycznia 1920 został mianowany komisarycznym wójtem Frydrychowa. Zmarł bezpotomnie po krótkiej chorobie w Toruniu, pochowany został na cmentarzu w Pluskowęsach. Żona Maria zginęła 30 czerwca 1927 tragicznie w wypadku w Napolu.
Za działalność w Wojskowej Organizacji Pomorza odznaczony pośmiertnie Krzyżem Srebrnym Orderu Virtuti Militari.

## Ordery i odznaczenia
- Krzyż Srebrny Orderu Wojskowego Virtuti Militari nr 7649 (pośmiertnie, 17 maja 1922)[3][7]